# Апологетика
Апологетика (от гр. ἀπολογία, апология – „защита“) е наука, която е свързана със защитата на някакъв светоглед, по-специално на християнската религия с научни, логически аргументи. В различните християнски църкви се говори за „православна“, „католическа“, „протестантска“ и др. апологетики. В рамките на апологетиката се формулират фундаменталните твърдения на християнското богословие, системно се излагат доказателствата за истината на християнската вяра, аргументирано се отхвърля критиката от други философски системи. Апологетиката има за цел да обобщи знанията на всички науки, за да обоснове една разумна защита на християнската вяра с аргументи извън Библията.
Апологетиката е една от главните учебни дисциплини в православните духовни учебни заведения. В Богословския факултет на Софийския университет има две катедри. В първата е застъпена библеистика, история, изучаване на езици и др., а във втора катедра (Систематическо и практическо богословие) - догматическо богословие, патрология, апологетика, нравствено богословие, етически системи, история на религиите, християнска социология, философия, психология на религията, инославни изповедания, нехристиянски религиозни движения, християнско изкуство, литургика, пастирско богословие, омилетика, катехетика и др.
Още в Новия Завет, в 1 Петрово 3,15 се казва „Но почитайте със сърцата си Христа като Господ, като бъдете винаги готови да отговаряте (ἀπολογίαν) на всекиго, който ви пита за вашата надежда. През 2 и 3 век най-важните защитници на християнската вяра са апологетите Юстин, Климент Александрийски и Тертулиан.